# Lyropteryx ingaretha
Lyropteryx ingaretha är en fjärilsart som beskrevs av William Chapman Hewitson 1872. Lyropteryx ingaretha ingår i släktet Lyropteryx och familjen Riodinidae. Inga underarter finns listade i Catalogue of Life.